# 30 minut po půlnoci
30 minut po půlnoci (v anglickém originále Zero Dark Thirty) je americký filmový thriller režisérky Kathryn Bigelowové z roku 2012. Scénář napsaný Markem Boalem zdramatizoval příběh téměř desetiletého mezinárodního honu na Usámu bin Ládina, vůdce teroristické organizace Al-Káida, po útocích z 11. září 2001. Pátraní vyústilo k odhalení jeho zabezpečeného sídla v pákistánském Abbottábádu a vojenské operaci Navy SEALs „Neptunovo kopí“, která skončila 2. května 2011 jeho zabitím. 
Hlavní postavu zpravodajské analytičky CIA Mayi Harrisové ztvárnila Jessica Chastainová. Další role si zahráli Jason Clarke, Joel Edgerton, Reda Kateb, Mark Strong, James Gandolfini, Kyle Chandler, Stephen Dillane, Chris Pratt, Édgar Ramírez, Fares Fares, Jennifer Ehleová, John Barrowman a Harold Perrineau. Producenty se stali Boal, Bigelowová a Megan Ellisonová, jejíž společnost Annapurna Pictures snímek financovala. Premiéra v Los Angeles se uskutečnila 10. prosince 2012 a celosvětová projekce byla zahájena 11. ledna 2013.
Thriller obdržel kladné recenze a 95 kritiků jej zařadilo na své seznamy deseti nejlepších snímků roku 2012. Z pěti nominací na 85. ročníku udílení Oscarů v kategoriích nejlepší film, nejlepší herečka v hlavní roli, nejlepší původní scénář, nejlepší střih a nejlepší střih zvuku, proměnil ve vítězství poslední z nich společně s bondovkou Skyfall. V rámci 70. ročníku Zlatých glóbů získal nominace v kategoriích nejlepší filmové drama, nejlepší režie, nejlepší scénář a nejlepší herečka v dramatu, kterou se stala Jessica Chastainová po ocenění akademiků.
Kontroverzi vyvolaly scény zobrazující zdokonalené vyšetřovací techniky, jimiž se eufemisticky označoval americký program systematického mučení zajatců na Guantanamu, v Bagrámu, Abú Ghrajbu a dalších tajných věznicích během prezidentství George W. Bushe. Kritici zachycení výslechů jako účinného nástroje získávání spolehlivých, přesných a užitečných informací, považovali dané scény za propagandu mučení. Úřadující ředitel CIA Michael Morell se domníval, že film vytvořil falešný dojem, že mučení bylo klíčem k dopadení bin Ládina. Jiní, včetně novináře Marka Bowdena, tento pohled nesdíleli a převedení reálných vyšetřovacích praktik na plátno označili za nutnost, která ve výsledku způsobila odpor proti mučení.
Republikánský kongresman Peter T. King z New Yorku vznesl obvinění, že filmaři získali přístup k utajovaným materiálům, což tvůrci odmítli. Nezisková organizace Juridicial Watch však došla z dokumentů ministerstva obrany k závěru, že režisérka Bigelowová přímo spolupracovala s Bílým domem a rezortem obrany, včetně setkání s velitelem operace, a mohla se seznamovat s utajovanými skutečnostmi. Podle konceptu zprávy generálního inspektora, zveřejněného až v červnu 2013 neziskovou organizací Project on Government Oversight, vyzradil ředitel CIA Leon Panetta tajné informace o Navy SEALs, včetně jména velícího důstojníka akce, na předávání ocenění v ředitelství CIA před více než 1,3 tisící vojáky a zpravodajci. Na oslavě v červnu 2011 byl mezi přítomnými také scenárista Mark Boal.

## Děj
Maya je analytička CIA, která má za úkol najít vůdce Al-Káidy Usámu bin Ládina. V roce 2003 je přítomna na americkém velvyslanectví v Pákistánu aby se zde spolu s důstojníkem CIA Danem účastnila výslechů zadrženého Ammara (Reda Kateb). Ten je podezřelý z napojení na několik únosců z útoků 11. září a který je podroben schváleným technikám mučení při výslechu. Ammar poskytne nespolehlivé informace o podezřelém útoku v Saúdské Arábii, ale prozradí jméno osobního kurýra bin Ládina, Abú Ahmeda al-Kuvajtího. Další informace od zadržených spojují kurýrní přepravu Abu Ahmeda mezi Abu Faradžem al-Libbim a bin Ládinem. V roce 2005 Faradž popírá, že by věděl neco o kurýrovi jménem Abú Ahmed; Maya to interpretuje jako Faradžovu snahu utajit význam Abú Ahmeda.
V roce 2009, během útoku na Camp Chapman, je Mayina kolegyně a přítelkyně Jessica zabita sebevražedným atentátníkem. Vedoucí případu, které se líbila stopa Abú Ahmeda, se s ní podělí o výslech jordánského zadrženého, který tvrdí, že Abú Ahmeda pohřbil v roce 2001. Maya se dozvídá, co bylo CIA sděleno o pět let dříve: Ibrahim Sadžíd cestoval pod jménem Abu Ahmed al-Kuwaiti. Maya si uvědomí, že její stopa může být naživu, a kontaktuje Dana, nyní vysokého důstojníka v centrále CIA. Domnívá se, že fotografie Ahmeda, kterou CIA získala, je fotografií jeho bratra Habiba, který byl zabit v Afghánistánu. Maya říká, že podle vousů a domorodého oblečení jsou si bratři podobní, což vysvětluje popis Ahmedovy „smrti“ v roce 2001.
Kuvajtský princ vymění telefonní číslo Sadžídovy matky za Lamborghini Gallardo Bicolore. Maya a její tým CIA v Pákistánu používají využijí pokročilé elektronické metody k určení polohy volajícího v jedoucím vozidle, který vykazuje chování, jež oddaluje potvrzení jeho totožnosti (což Maya nazývá tradecraft, čímž potvrzuje, že dotyčný je pravděpodobně starším kurýrem). Vozidlo vystopují do velkého městského komplexu v pákistánském Abbottábádu. Poté, co na Mayu ve vozidle zaútočí ozbrojenci, je odvolána do Washingtonu, protože se předpokládá, že její krytí je prozrazeno.
CIA nechá komplex sledovat, ale nezíská žádnou přesvědčivou identifikaci bin Ládina. Prezidentův poradce pro národní bezpečnost pověřuje CIA vytvořením plánu na dopadení anebo zabití bin Ládina. Před informováním prezidenta Baracka Obamy uspořádá ředitel CIA schůzku vysokých důstojníků, kteří odhadují, že bin Ládin se v komplexu nachází s 60–80% pravděpodobností. Maya, která se schůzky rovněž účastní, odhaduje pravděpodobnost na 100 %.
Dne 2. května 2011 letí 160. letecký pluk speciálních operací se dvěma vrtulníky stealth z Afghánistánu do Pákistánu spolu s příslušníky DEVGRU a Oddělení speciálních činností CIA, aby provedli zátah na základnu. Jednotky SEAL se dostanou dovnitř a zabijí několik lidí v komplexu, včetně muže, o němž se domnívají, že je bin Ládin. Na americké základně v afghánském Džalálábádu Maya potvrdí totožnost mrtvého.
Nastoupí do vojenského transportu, který ji jako jedinou pasažérku dopraví zpět do USA. Na dotaz kam chce jet začne plakat. 

## Obsazení

### CIA

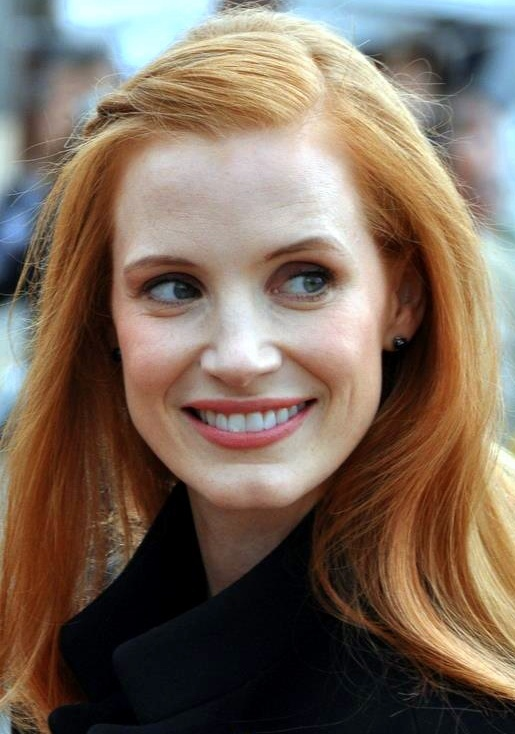
Představitelka hlavní role Jessica Chastainová

| Jessica Chastainová | Maya Harrisová, zpravodajská analytička CIA                         |
| Jason Clarke        | Dan Fuller, zpravodajský důstojník CIA                              |
| Jennifer Ehle       | Jessica Karleyová, samostatná analytička CIA                        |
| Mark Strong         | George Panetta, vrchní supervizor CIA                               |
| Kyle Chandler       | Joseph Bradley, náčelník stanice CIA v Islámábádu                   |
| James Gandolfini    | ředitel CIA Leon Panetta                                            |
| Harold Perrineau    | Jack Fuller, analytik CIA                                           |
| Mark Duplass        | Steve Bradley, analytik CIA                                         |
| Fredric Lehne       | Fred „The Wolf“ Guerrero, šéf oddělení CIA                          |
| John Barrowman      | Jeremy Karley, vedoucí úředník CIA                                  |
| Jessie Collins      | Debbie Stoneová, analytička CIA                                     |
| Édgar Ramírez       | Larry Handley, operativec Skupiny speciálních operací (SAD/SOG CIA) |
| Fares Fares         | Hakím, operativec SAD/SOG CIA                                       |
| Scott Adkins        | John Simmons, operativec SAD/SOG CIA                                |
| Jeremy Strong       | Thomas, analytik CIA                                                |

### Americké námořnictvo
| Joel Edgerton       | Patrick Grayston, vedoucí 6. týmu SEAL, oficiálně zkracovaného DEVGRU (DEVelopment GRoUp) |
| Chris Pratt         | Justin Lenihan, operátor DEVGRU, možnou předlohou byl Robert O'Neill.                     |
| Callan Mulvey       | Saber Till, operátor DEVGRU, možnou předlohou byl Mark Owen, autor knihy No Easy Day.     |
| Taylor Kinney       | Jared Bradley, operátor DEVGRU                                                            |
| Mike Colter         | Mike, operátor DEVGRU                                                                     |
| Frank Grillo        | velící důstojník DEVGRU                                                                   |
| Christopher Stanley | velitel JSOC viceadmirál Bill McRaven                                                     |

### Další role
| Stephen Dillane  | poradce pro národní bezpečnost Tom Donilon        |
| Mark Valley      | pilot letounu C-130 Hercules                      |
| John Schwab      | náměstek poradce pro národní bezpečnost           |
| Reda Kateb       | Ammar, terorista mučený pro vytěžení informací    |
| Homayoun Ershadi | Hassán Ghúl                                       |
| Yoav Levi        | Abú Farádž al-Libbí                               |
| Ricky Sekhon     | Usáma bin Ládin, vůdce a spoluzakladatel Al-Káidy |

## Produkce

### Názvy
Pracovní název filmu zněl „Za Boha a vlast“, název „Zero Dark Thirty“ byl oficiálně potvrzen na konci teaser traileru k filmu, Bigelow vysvětlila, že „jde o vojenský termín pro 30 minut po půlnoci a odkazuje také na temnotu a tajemství, které celou desetiletou misi zahalovalo“.

### Scénář
Bigelowová a Boal původně pracovali na scénáři zaměřeném na bitvu o Tóra Bóra z prosince 2001 a dlouhé, neúspěšné snaze najít v této oblasti Usámu bin Ládina a tento scénář i dokončili. Chystali se již začít natáčet, když se objevila zpráva, že bin Ládin byl zabit.
Okamžitě prací na původním filmu zanechali a přesměrovali své zaměření, v podstatě začali od nuly. „Nicméně spousta práce, které jsem udělal pro první scénář, a mnoho kontaktů, které jsem díky němu navázal, se přeneslo“, poznamenal Boal v rozhovoru pro Entertainment Weekly. Dodal: „Roky, které jsem strávil rozhovory s vojenskými a zpravodajskými operátory zapojenými do boje proti terorismu, mi pomohly v obou projektech. Některé zdroje, které jsem získal už dávno, dávno předtím, byly užitečné i pro tuto verzi.“
Vedle pečlivého ztvárnění zásahu s nočním viděním na základnu v Abbottábádu je ve scénáři i ve filmu zdůrazněna málo uváděná role houževnaté mladé důstojnice CIA, která Usámu bin Ládina vypátrala. Scenárista Boal uvedl, že při rešerších pro film „jsem se doslechl, že ženy hrály v CIA obecně i v tomto týmu velkou roli. Dozvěděl jsem se, že v noci, kdy se uskutečnil nálet, byla na místě jako jedna ze styčných důstojníků CIA žena - a to byl začátek.“ Pak se objevily historky o mladé důstojnici, která byla naverbována hned po vysoké škole a která celou svou kariéru strávila pronásledováním bin Ládina. Podle Boala je Mayina tvrdě uvažující, monomaniakální postava „založena na skutečné osobě, ale představuje také práci mnoha dalších žen.“ V prosinci 2014 Jane Mayerová z The New Yorker napsala, že „Maya“ byla částečně vytvořena podle důstojnice CIA Alfredy Frances Bikowské“.

### Natáčení
Části filmu se natáčely na PEC University of Technology v indickém Čandígarhu, některé části Čandígarhu byly navrženy tak, aby vypadaly jako Láhaur a Abbottábád v Pákistánu, kde byl 2. května 2011 nalezen a zabit Usáma bin Ládin, části filmu se natáčely v Mani Majra. Místní členové hinduistických nacionalistických stran protestovali a vyjadřovali proti bin Ládinovi a proti Pákistánu, protože jim vadilo, že pákistánské lokace jsou zobrazovány na indické půdě. U jediné scény natáčené v Polsku se údajně urazili kvůli zobrazení města Gdaňsk jako místa tajných a temných operací CIA.
Odborník na národní bezpečnost Peter Bergen, který jako neplacený poradce recenzoval raný sestřih filmu, tehdy uvedl, že scény mučení ve filmu „byly přehnané“. Boal řekl, že v konečném střihu byly „zmírněny“.

### Marketing
Společnost Electronic Arts propagovala hru Zero Dark Thirty ve své videohře Medal of Honor: Warfighter tím, že nabídla ke stažení mapy míst, která jsou ve filmu zobrazena. Další mapy pro hru byly zpřístupněny 19. prosince, aby se shodovaly s prvním vydáním filmu. Za každý prodaný balíček map Zero Dark Thirty věnuje společnost Electronic Arts 1 dolar neziskovým organizacím podporujícím veterány.

## Přijetí

### Kritické reakce
Jessica Chastainová za svůj výkon sklidila uznání kritiky a získala svou druhou nominaci na Oscara, cenu BAFTA a třetí nominaci na cenu SAG. Za svůj výkon v tomto filmu získala také svůj první Zlatý glóbus.
Na serveru Rotten Tomatoes má film na základě 297 recenzí 91% hodnocení s průměrnou známkou 8,59/10. Kritiky na této webové stránce zní například: „Strhující, napínavý a skvěle zpracovaný film Zero Dark Thirty dramatizuje hon na Usámu bin Ládina s inteligencí a smyslem pro detail.“ Na serveru Metacritic má film na základě 46 kritik průměr 95 bodů ze 100, což znamená „všeobecné uznání“. Na této stránce se stal nejlépe hodnoceným filmem roku 2012. Diváci dotazovaní serverem CinemaScore udělili filmu průměrnou známku „A−“ na stupnici od A+ do F..
Kritička New York Times Manohla Dargisová řekla, že film „ukazuje temnou stránku této války. Ukazuje nepopsatelné a nechává nás rozhodnout, zda smrt bin Ládina stála za cenu, kterou jsme zaplatili“.
Richard Corliss v recenzi v časopise Time označil film za „skvělý“ a „policejní procedurálku ve velkém měřítku“, podle nějž „vymetá Argo z vody.“ Kritik A. O. Scott z The New York Times označil Zero Dark Thirty za „milník v kinematografii po 11. září“ a zařadil film na šesté místo mezi deseti nejlepšími filmy roku 2012.
Filmový kritik časopisu New Yorker David Denby pochválil tvůrce za jejich přístup. „Předností Zero Dark Thirty“, napsal Denby, „je to, že věnuje velkou pozornost způsobu, jakým život funguje; kombinuje bezohlednost a lidskost způsobem, který je paradoxní a znepokojivý, ale zároveň uspokojivý jako umění.“ Denby však tvůrcům vyčítal, že uvízli na hranici mezi fakty a fikcí.
Roger Ebert z deníku Chicago Sun-Times udělil filmu tři hvězdičky ze čtyř. Podle něj „úvodní scény nejsou skvělou filmařinou“, ale Zero Dark Thirty se podle Eberta nakonec osvědčilo díky tichému odhodlání Chastainové a strhujícímu vylíčení detailů ze zákulisí, které vedly k bin Ládinově smrti. 

### Tržby
Limitovaná premiéra filmu Zero Dark Thirty vydělala ve Spojených státech a Kanadě 417 150 dolarů v pouhých pěti kinech. Široká premiéra následovala 11. ledna.
Časopis Entertainment Weekly napsal: „Kontroverzní kandidát na Oscara snadno ovládl žebříček v prvním víkendu širokého uvedení s 24,4 miliony dolarů.“ Zero Dark Thirty vydělalo v USA a Kanadě 95 720 716 dolarů, spolu s 37 100 000 dolary v dalších zemích, což celosvětově činí 132 820 716 dolarů a stalo se nejvýdělečnějším filmem premiérového víkendu širokého uvedení.

### Ocenění
30 minut po půlnoci bylo v 85. ročníku udílení Oscarů nominován na pět Oscarů: Nejlepší film, nejlepší herečka, nejlepší původní scénář, nejlepší střih zvuku a nejlepší střih filmu. Paul N. J. Ottosson získal Oscara za nejlepší střih zvuku, čímž se vyrovnal filmu Skyfall. Jednalo se o teprve šestou remízu v historii udílení Oscarů a první od roku 1994. Na 70. ročníku udílení Zlatých glóbů bylo 30 minut po půlnoci nominováno na čtyři Zlaté glóby, včetně ocenění za nejlepší film – drama, režii a scénář, přičemž Chastainová získala cenu za nejlepší herečku – drama.
Cenu Asociace filmových kritiků oblasti Washingtonu D.C. za nejlepší režii získala Bigelowová, což je podruhé, co toto ocenění získala žena (první byla rovněž Bigelowová za film The Hurt Locker). Film vyhrál ceny skupin kritiků za nejlepší režii a nejlepší film, včetně sdružení filmových kritiků Washington D.C., New York Film Critics Online, Chicago a Boston.

### Přenosná média
Film 30 minut po půlnoci  vyšel 26. března 2013 na DVD a Blu-ray disku.

## Prequel
Scenárista Boal prohlásil, že má zájem natočit původní film o honu na bin Ládina v Tora Bora v roce 2001, který vymyslel společně s Bigelowovou. Tento dokončený scénář byl po zabití bin Ládina v roce 2011 odložen, aby se mohl soustředit na 30 minut po půlnoci. „Miluji reportáže, takže pracovat na velkém příběhu je pro mě opravdu vzrušující“, řekl Boal, bývalý válečný novinář, o tom, jak se po této události snažil napsat nový scénář. „Ale nikdo nemá moc rád, když má zahodit dva roky práce.“

## Kontroverze

### Historická přesnost
30 minut po půlnoci  bylo kritizováno za historickou nepřesnost. Bývalý náměstek ministra obrany Graham T. Allison se vyjádřil ve smyslu, že film je nepřesný ve třech důležitých ohledech: přeceňování pozitivní role mučení, podceňování role Obamovy administrativy a vykreslení úsilí jako hnací síly jednoho agenta bojujícího proti „systému“ CIA.
Steve Coll kritizoval rané zobrazení ve filmu, které jej líčilo jako „žurnalistiku“ s využitím kompozitních postav. Vadilo mu, že film používal pro postavy jména historických osobností a detaily z jejich života, například použití detailů pro „Ammara“ naznačovalo, že se jedná o Aliho Abdula Azíze Aliho, jehož pseudonym byl Ammar al-Baluchi. Coll uvedl, že fakta o něm se liší od toho, co bylo zobrazeno ve filmu, což naznačuje, že zadržený nikdy neopustí černé místo. Al-Baluchi byl v roce 2006 převezen na Guantánamo k vojenskému soudu.
Film byl kritizován za faktické nepřesnosti a stereotypní zobrazení Pákistánu, přičemž bylo vyjádřeno zděšení nad zpackaným zobrazením mimo jiné jazyků, kterými pákistánští občané mluví (arabština místo urdštiny a dalších regionálních jazyků), a zastaralých pokrývek hlavy, které nosí.

### Obvinění ze zaujatosti
V souvislosti s filmem se před zahájením natáčení objevily stranické politické kontroverze. Odpůrci Obamovy administrativy obvinili Zero Dark Thirty, že jeho premiéra byla naplánována na říjen těsně před listopadovými prezidentskými volbami, aby podpořili jeho znovuzvolení, protože zabití bin Ládina je považováno za úspěch prezidenta Obamy. Společnost Sony popřela, že by při plánování premiéry hrála roli politika, a uvedla, že toto datum bylo pro akční thriller nejlepším dostupným místem v přeplněné nabídce. Scenárista filmu dodal, že „prezident není ve filmu zobrazen. Prostě ve filmu není“.
Distributor Columbia Pictures, citlivý na politické vnímání, zvažoval přesunutí premiéry filmu až na začátek roku 2013. Stanovil datum omezeného uvedení na 19. prosince 2012, tedy dlouho po volbách, čímž se údajný politický konflikt stal bezpředmětným. Datum celostátního uvedení bylo posunuto na 11. ledna 2013, čímž se film dostal mimo přeplněné vánoční období a blíže k předávání Oscarů. Po omezeném uvedení filmu do kin, vzhledem ke kontroverzím spojeným se zobrazením mučení ve filmu a jeho úlohou při získávání kritických informací, došel sloupkař listu The New York Times Frank Bruni k závěru, že film je „daleko, daleko od strhující proobamovské propagandy, které se někteří konzervativci obávali“, o dva měsíce později napsal sloupkař listu Roger Cohen, že film je „odvážným dílem, které je znepokojivé tak, jak by umění mělo být“. Cohen nesouhlasil s kritikou Steva Colla ohledně deklarované snahy scenáristy „nehrát si s historií rychle a volně“ a napsal, že „Boal tato slova dodržel“. Cohen zakončil poznámkou o analýze Timothyho Gartona Ashe, podle níž George Orwell v knize Down and Out in Paris and London mísí fakta a „vymyšlené“ příběhy – jako další podporu Boalovy metody.

### Obvinění zneoprávněného přístupu kutajovaným informacím
Několik republikánských zdrojů obvinilo Obamovu administrativu, že Bigelowové a jejímu týmu během výzkumu pro film neoprávněně poskytla přístup k utajovaným informacím. Tato obvinění se spolu s obviněními z dalších úniků informací do médií stala převažujícím tématem předvolebního období ze strany konzervativců. Platforma republikánského národního sjezdu strany dokonce tvrdila, že Obama „toleroval zveřejnění podrobností o operaci s cílem zabít vůdce Al-Káidy“. Zveřejnění těchto podrobností se neprokázalo.
Republikánský kongresman Peter T. King požádal CIA a americké ministerstvo obrany, aby prošetřily, zda byly utajované informace zveřejněny nevhodně; obě ministerstva uvedla, že se tím budou zabývat. CIA kongresmanu Kingovi odpověděla, že „ochrana zájmů národní bezpečnosti – včetně zachování naší schopnosti vést účinné protiteroristické operace – je rozhodujícím faktorem při určování způsobu, jakým CIA spolupracuje s filmaři a médii jako celkem“.
Konzervativní watchdogová skupina Judicial Watch zveřejnila dokumenty CIA a amerického ministerstva obrany získané na základě žádosti podle zákona o svobodném přístupu k informacím (FOIA) a tvrdila, že filmařům byl poskytnut „neobvyklý přístup k agenturním informacím“. Prozkoumání dokumentů neprokázalo, že by filmařům unikly utajované informace. Záznamy CIA navíc neprokázaly žádné zapojení Bílého domu ve vztahu k filmařům. Filmaři uvedli, že jim nebyl poskytnut přístup k utajovaným podrobnostem o zabití Usámy bin Ládina. V roce 2012 vydala organizace Judicial Watch článek, v němž uvedla, že Obamova administrativa připustila, že informace poskytnuté produkčnímu týmu by mohly představovat „zbytečné bezpečnostní a kontrarozvědné riziko“, pokud by byly informace zveřejněny. Judicial Watch rovněž nalezla e-maily obsahující informace o pěti agentech CIA a armády, kteří se podíleli na operacích s bin Ládinem. Tyto e-maily byly poskytnuty filmařům, jak později potvrdila Obamova administrativa v čestném prohlášení.
V lednu 2013 agentura Reuters informovala, že Výbor Senátu Spojených států pro zpravodajské služby prověří kontakty mezi CIA a filmaři, aby zjistil, zda Bigelowová a Boal neměli nevhodný přístup k utajovaným informacím, v únoru agentura Reuters oznámila, že vyšetřování bylo zastaveno.
V červnu 2013 se objevily informace o nezveřejněné zprávě úřadu generálního inspektora amerického ministerstva obrany. V ní se uvádělo, že v červnu 2011 při projevu na akci v ústředí CIA na počest lidí, kteří se podíleli na zásahu proti Usámovi bin Ládinovi, ředitel CIA Leon Panetta prozradil informace označené stupněm utajení „Tajné“ a „Přísně tajné“ týkající se personálu, který se podílel na zásahu proti bin Ládinově základně. Uvedl jednotku, která zásah provedla, a také jméno pozemního velitele, který mu velel. Panetta během svého projevu rovněž odhalil informace ministerstva obrany, které byly klasifikovány jako „Přísně tajné“. Neznámý scenárista Mark Boal byl mezi asi 1300 přítomnými během ceremoniálu.

### Obvinění zpostoje podporujícího mučení
Film byl kritizován i chválen za zpracování tématu, včetně zobrazení drsných „zesílených výslechových technik“, které se běžně označují jako mučení. Používání těchto technik bylo Bushovou administrativou dlouho utajováno. (Viz Torture Memos, The Torture Report.) Glenn Greenwald v deníku The Guardian uvedl, že film zaujímá postoj podporující mučení, a označil jej za „zhoubnou propagandu“ a uvedl, že „představuje mučení tak, jak jej vidí jeho zastánci a správci ze CIA: jako špinavou, ošklivou záležitost, která je nezbytná k ochraně Ameriky.“ Kritik Frank Bruni dospěl k závěru, že film zřejmě naznačuje „žádný waterboarding, žádný Bin Ládin“. Jesse David Fox píše, že film „výslovně neříká, že mučením byl bin Ládin dopaden, ale tím, že mučení vykresluje jako jednu ze součástí úspěšného pátrání, může být takto čten.“. Emily Bazelonová uvedla, že „tvůrci filmu si nekladli za cíl být apologety Bushe a Cheneyho“, ale „přijali úhel pohledu, který je jim blízký, a možná popírají, jak daleko na cestě ke schvalování mučení je to dovedlo“.
Novinář Michael Wolff film hanlivě označil za „hnusnou kaši a propagandu“ a Bigelow za „fetišistku a sadistku“, protože překrucuje historii a zastává názor podporující mučení. Wolff zpochybnil účinnost mučení a tvrzení, že přispělo k odhalení bin Ládina. Sociální kritička a feministka Naomi Wolfová v otevřeném dopise kritizovala Bigelowovou za tvrzení, že film je „částečně dokumentární“, a spekulovala nad důvody Bigelowové „amorální kompromitace“ při natáčení filmu, přičemž naznačila, že čím více je film promilitaristický, tím snadněji získá podporu Pentagonu pro scény s drahou futuristickou vojenskou technikou. Wolf přirovnal Bigelowovou k uznávané režisérce a propagandistce nacistického režimu Leni Riefenstahlové a prohlásil: „Stejně jako Riefenstahlová jste velká umělkyně. Nyní si vás však budou navždy pamatovat jako služebnici mučení.“ Autorka Karen J. Greenbergová napsala, že „Bigelowová se hravě podřídila étosu Bushovy administrativy a jejích apologetů“, a označila film za „dokonalé propagandistické dílo se vší přitažlivostí, kterou může přinést obnažená brutalita, strach a pomsta“. Peter Maass z The Atlantic uvedl, že film „představuje znepokojivou novou hranici vládní filmové tvorby“.
Jane Mayerová z časopisu The New Yorker, která vydala knihu The Dark Side (Temná strana) o používání mučení během Bushovy vlády, film kritizovala s tím, že Bigelowová byla
z amerického programu mučení udělala drama, zatímco se vyhnula politické a etické debatě, kterou vyvolal...„. Tím, že film vynechává morální debatu, která se v Bushově éře rozhořela kolem programu výslechů, se zdá, že také téměř bez pochybností přijímá fakt, že “zesílené výslechové techniky„ CIA hrály klíčovou roli v tom, že agentuře umožnily identifikovat kurýra, který je nevědomky dovedl k bin Ládinovi.
Autor Greg Mitchell napsal, že “filmové líčení mučení, které pomohlo dostat bin Ládina, je přinejlepším zmatené – ale celkový dojem na konci pro většinu diváků pravděpodobně bude: „Ano, mučení hrálo důležitou, ne-li klíčovou roli.“ Filmový režisér Alex Gibney označil film za „mistrovské stylistické dílo“, ale kritizoval „nezodpovědné a nepřesné“ zobrazení mučení a napsal:
Ve filmu není žádný filmový důkaz, že EIT vedly k nepravdivým informacím – lžím, které byly spolknuty vcelku kvůli nemístné důvěře v účinnost mučení. Většina studentů zabývajících se tímto tématem připouští, že mučení může vést k pravdě. Boal/Bigelow však neukazují, jak často si CIA namlouvala, že mučení je zázračný prostředek, což mělo katastrofální následky.
Filozof Slavoj Žižek v článku pro The Guardian kritizoval to, co ve filmu vnímal jako „normalizaci“ mučení, a tvrdil, že pouhá neutralita v otázce, kterou mnozí považují za odpornou, je již sama o sobě určitým druhem schvalování. Žižek navrhl, že kdyby byl podobný film natočen o brutálním znásilnění nebo holocaustu, takový film by „ztělesňoval hluboce nemorální fascinaci svým tématem, nebo by spoléhal na obscénní neutralitu svého stylu, aby v divácích vyvolal zděšení a hrůzu“. Žižek se dále ohradil proti Bigelowově postoji, který chladně a racionálně prezentuje téma, místo aby ho dogmaticky odmítl jako odpudivou a neetickou záležitost.
Novinář Steve Coll, který píše o zahraniční politice, národní bezpečnosti a rodině bin Ládinů, kritizoval tvůrce filmu za to, že film je „novinářský“, což znamená, že se zakládá na skutečnosti. Zároveň se hlásili k umělecké licenci, což označil „za omluvu pro nekvalitní zpravodajství o tak důležitém tématu, jako je otázka, zda mučení hrálo zásadní roli při pátrání po bin Ládinovi.“ Coll napsal, že „míra důrazu filmu na význam mučení pravděpodobně přesahuje to, co tvrdili i ti nejzarytější obhájci výslechového režimu CIA ...“, protože se podle něj na několika místech ukázalo jako kritické.
Americký senátor John McCain, který byl během svého působení v severovietnamském zajetí mučen, uvedl, že se mu z filmu udělalo špatně – „protože je to špatně“. Ve svém projevu v Senátu řekl: „Nejenže nám použití zesílených výslechových technik na Chálida Šejka Mohammeda neposkytlo klíčové stopy o bin Ládinově kurýrovi Abú Ahmedovi, ale ve skutečnosti přineslo falešné a zavádějící informace.“ McCain a jeho kolegové senátoři Dianne Feinsteinová a Carl Levin zaslali kritický dopis Michaelu Lyntonovi, předsedovi distributora filmu, společnosti Sony Pictures Entertainment, v němž uvedli: „[S] uvedením filmu Zero Dark Thirty tvůrci filmu a vaše produkční studio utvrzují mýtus, že mučení je účinné. Máte společenskou a morální povinnost uvádět fakta na pravou míru.“
Michael Morell, zastupující ředitel CIA, zaslal 21. prosince 2012 veřejný dopis zaměstnancům agentury, v němž uvedl, že 30 minut po půlnoci
bere značnou uměleckou licenci, přičemž se tváří jako historicky přesné ... [Film] vytváří silný dojem, že vylepšené výslechové techniky, které byly součástí našeho dřívějšího programu zadržování a výslechů, byly klíčem k nalezení bin Ládina. Tento dojem je falešný. ... Pravdou je, že analytici CIA dospěli na základě mnoha zpravodajských informací k závěru, že se Bin Ládin skrývá v Abbottábádu. Některé z nich pocházely od zadržených osob podrobených zesíleným technikám, ale existovalo i mnoho dalších zdrojů. A co je důležité, otázka, zda byly zesílené výslechové techniky jediným včasným a účinným způsobem, jak od těchto zadržených získat informace, jak naznačuje film, je předmětem diskuse, která nemůže být a nikdy nebude definitivně vyřešena.
Proti tomu se ohradil autor Huffington Postu G. Roger Denson, podle něhož se z tvůrců filmu dělají obětní beránci za informace, které otevřeně přiznávají vládní a zpravodajští činitelé. Denson uvedl, že Leon Panetta tři dny po smrti Usámy bin Ládina zřejmě prohlásil, že waterboarding byl prostředkem k získání spolehlivých a zásadních informací při pátrání po bin Ládinovi. Denson si povšiml Panettovy řeči, kdy jako šéf CIA v květnu 2011 řekl, že „zesílené výslechové techniky byly použity k získání informací, které vedly k úspěchu mise“. Panetta uvedl, že mezi použitými technikami byl i waterboarding. V článku pro Huffington Post napsaném o týden později Denson citoval další výroky představitelů Bushovy vlády, podle nichž mučení přineslo informace, které pomohly najít bin Ládina.
Novinář zabývající se národní bezpečností Spencer Ackerman uvedl, že film „nepředstavuje mučení jako stříbrnou kulku, která vedla k bin Ládinovi; představuje mučení jako nevědomou alternativu k této stříbrné kulce“. Kritik Glenn Kenny uvedl, že „viděl film, který vyvrátil mnohá očekávání týkající se divácké identifikace a empatie“ a že „spíše než aby snímek schvaloval barbarství, činí z diváka v jistém smyslu jeho spoluviníka“, což je „[úplně] jiná plechovka červů“. Spisovatel Andrew Sullivan řekl, že „film není apologií mučení, jak mnozí říkali a jak jsem se obával. Je to odhalení mučení. Odstraňuje jakékoli pochybnosti o tom, že tuto zemi sedm let řídili váleční zločinci.“ Podobně se vyjádřil i filmař Michael Moore: „Odcházel jsem z filmu s tím, že je to razantní vymezení se proti mučení.“ Poznamenal, že film ukazuje odpornou brutalitu mučení. Kritik Andrew O'Hehir uvedl, že filmařův postoj k mučení je ve filmu nejednoznačný, došlo k tvůrčí volbě a film klade „vynikající otázky, které si máme klást, pravděpodobně určující otázky doby, a myslím, že čím déle se na ně díváte, tím palčivější jsou“.
Scenárista Boal označil obvinění na podporu mučení za „absurdní“ a prohlásil, že „je prostě špatně interpretováno, když se říká, že film ukazuje mučení, které vedlo k získání informací o bin Ládinovi“, zatímco režisérka Bigelowová dodala: „Přála bych si, aby [mučení] nebylo součástí této historie? Ano. Ale bylo.“ V únoru 2013 ve Wall Street Journal Boal reagoval na kritiku Senátu a nechal se citovat: „Protože to znamená, že mohou film použít jako politickou platformu, aby mluvili o tom, o čem chtějí mluvit už roky a roky a roky? Myslím si, že Feinsteinová využila film jako reklamní nástroj, aby se o její zprávě začalo mluvit? Věřím tomu, ...“ s odkazem na zprávu výboru pro zpravodajské služby o zesílených výsleších. Řekl také, že dopis senátorů ukazuje, že jsou stále znepokojeni veřejným míněním podporujícím účinnost mučení a nechtějí, aby to film posílil. Boal však řekl: „Nemyslím si, že by tato otázka [účinnosti] byla skutečně vyřešena“, pokud existuje podezřelý s možnými poznatky o hrozícím útoku, který nechce mluvit.
V rozhovoru pro časopis Time Bigelowová řekla: ,,Je to tak: „Jsem na ten film hrdá a plně si za ním stojím. Myslím, že je to hluboce morální film, který zpochybňuje použití síly. Zpochybňuje to, co bylo učiněno ve jménu nalezení bin Ládina.“

### Námitky proti neautorizovanému použití nahrávek obětí 11.září
Na začátku filmu byl bez uvedení autorství použit rozsáhlý klip s telefonátem do ústředí od Betty Ongové, letušky jednoho z unesených letadel společnosti American Airlines.96 Rodina Ongové požadovala, aby se tvůrci filmu v případě, že film získá nějaké ocenění, na slavnostním předávání Oscarů omluvili za použití klipu bez souhlasu jejích dědiců. Její rodina také žádala, aby američtí distributoři filmu věnovali charitativní dar ve jménu Ongové a aby bylo zaznamenáno, že rodina Ongová neschvaluje používání mučení, které je ve filmu zobrazeno během pátrání po Usámovi bin Ládinovi. Tvůrci filmu ani američtí distributoři nikdy žádnou z žádostí rodiny Ongové nevyslyšeli.
Mary a Frank Fetchetovi, rodiče Brada Fetcheta, který pracoval v 89. patře jižní věže Světového obchodního centra, kritizovali tvůrce filmu za to, že bez povolení použili nahrávku hlasové schránky jejich syna. Nahrávka již dříve zazněla ve zpravodajství televize a ve svědectví pro Komisi pro 11. září 2001.